# 鈴木ビネー知能検査
鈴木ビネー知能検査（すずきビネーちのうけんさ）は、心理学者の鈴木治太郎が、1930年に発表したビネー式知能検査。正式には「実際的個別的知能検査法」という。その後1936年、1941年、1948年、1956年、2007年と改訂を重ねている。
問題は、大正の末から昭和戦前にかけて、鈴木が大阪市の視学であったときに、主としてスタンフォードビネーテストから問題を取捨翻訳して、実地に試験を重ねた成果が元となっている。その後の改訂は、より高い精神年齢に対応できるよう上位の問題を付け加えたものであり、したがって18歳級以下の問題は、大正の末からほとんど変わっていないといえる。そのため、問題の内容がかなり時代性を感じさせるものがあり、現代ではマニュアルと正答が異なるのではないかと見られるものも存在する。しかしながら現在では、言語性の課題を含めた一般的な知的能力を測る検査としては、成人で精神年齢を測定し、古典的な定義による知能指数を算出できる唯一の尺度となっている。
鈴木治太郎が改訂は断じて許さないと言明していたため、長らく同じ問題が使われ続けていたが、鈴木の子息により許可が得られたことから、時代に合わせた改訂が行なわれ、2007年に最新版が発行された。